# フランス国家警察
フランス国家警察（フランス語: Police nationale de France、英語: National Police of France）は、フランスの警察組織の1つ。内務省の管轄下で、主として都市圏での警察活動を担当する。2006年現在、総人員14万5,820名、うち警察官11万9,182名を擁する。

## 歴史
古来、フランスの警察活動は王権や封建領主とその軍隊によって行われてきたが、フランス革命以降はコミューンが警察権を有するようになり自治体警察が主となった。その後、統領政府体制下の1800年、首都パリではパリ警視庁が設置され、警察の国家化が図られた。この時期には一般警察省も設置され、主として公安警察分野における自治体警察への中央統制も試みられたものの、復古王政期には内務省の一部局に格下げされ、地方警察に対する中央統制力は低下した。
第二帝政期には、リヨン市の自治体警察が国家警察化される（1851年）など再度中央統制が強化され、第三共和政期には一部で自治体警察への回帰の動きもあったとはいえ、大都市の自治体警察の国家警察化が更に進められ、1908年にはマルセイユ、1918年にはトゥーロン、1920年にはニースの市警察が国家警察となった。また1907年には、自治体警察を補完する広域捜査力として管区機動警察隊が設置されるなど、内務省の警察力の充実強化も図られた。
ヴィシー政権下の1941年、警察庁（Sûreté Nationale）が設置され、パリ以外の人口1万人以上のコミューンの自治体警察はこちらに統合されて国家警察化が図られた。そして1966年、警察庁と警視庁が統合されて設置されたのがフランス国家警察である。ただし、国家警察の中央指導機関として国家警察総局（DGPN）が設置されたあとも、警視庁はその傘下には入らず、独立性を保っている。

## 所掌
国防省所属の国家憲兵隊とのあいだの役割分担については、おおむね、都市圏は国家警察、地方部は国家憲兵隊が担当するものとされているが、多くの点で入り組んでおり、治安出動などの緊急活動については、明確な区分はほとんどないのが実情である。上記の通り、1941年以降、県庁所在地および人口1万人以上のコミューンには国家警察の地方支分部局が設置されてこれを担当し、それに満たないコミューンは国家憲兵隊が担当するものとされていた。その後、1995年1月21日の法律にもとづき、1996年9月19日から基準が変更され、人口2万人が境界線となった。これにより、1628団体（合計人口2,900万人）のコミューンが国家警察の管轄下となった。管轄面積は国土の5パーセント程度であるが、都市部であることから、フランスの人口の約40パーセントをカバーしている。

## 編制
フランス国家警察は、内務省の内部部局である国家警察総局（DGPN）と警視庁によって構成されている。警視庁はパリ、警察本部はブーシュ＝デュ＝ローヌ県にのみ設置されており、他の地域では、各部門が別個に地方支分部局を設置するという縦割り方式をとっている。

### 主要部局
- パリ警視庁
- ブーシュ＝デュ＝ローヌ県警察本部[8]
- 国家警察総局（DGPN）
  - 司法警察中央局（DCPJ）[9]
  - 公共安全中央局（DCSP）[10]
  - 国境警察中央局（DCPAF）：出入国管理・国境警備などを所掌[7]
  - 保安機動隊中央局（DCCRS）：暴動鎮圧・雑踏警備などを所掌
  - 国際協力局（DCI）：国家憲兵隊との共同の機関
  - 警護部（SDLP）
  - 監察監（IPGN）
  - 警務局（DRCPN）
  - 訓練局（DFPN）

またこのほかに、DGPNの総局長直属の部署として、他省庁を含めたテロ対策部門の調整にあたるテロ対策調整室（UCLAT）や、対テロ作戦部隊（特殊部隊）である特別介入部隊（RAID）が設けられている。なお、2009年にRAIDの主導下で国家警察介入総隊（FIPN）が設置され、公共安全中央局（DCSP）の介入部隊（GIPN）やパリ警視庁のコマンド対策部隊（BRI-BAC）の作戦指揮権がRAIDと統合化されている。

### 階級

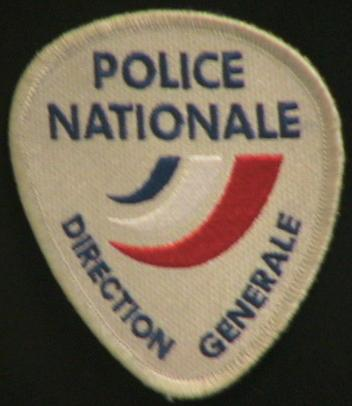
国家警察総局（DGPN）のワッペン

| 日本語訳     | 階級名                            | 肩章 |
| ------------ | --------------------------------- | ---- |
| 警視監       | Directeur des services actifs     |      |
| 監察監       | Inspecteur général                |      |
| 警視長       | Contrôleur général                |      |
| 上級警視正   | Commissaire divisionnaire         |      |
| 主任警視正   | Commissaire principal ※2005年廃止 |      |
| 警視正       | Commissaire                       |      |
| 警視         | Commandant de police              |      |
| 警部         | Capitaine de police               |      |
| 警部補       | Lieutenant de police              |      |
| 警部補心得   | Lieutenant de police stagiaire    |      |
| 警部補候補生 | Élève-officier                    |      |
| 上級巡査部長 | Major de Police                   |      |
| 主任巡査部長 | Brigadier-chef de Police          |      |
| 巡査部長     | Brigadier de Police               |      |
| 巡査長       | Sous Brigadier de Police          |      |
| 巡査         | Gardien de la paix                |      |
| 巡査心得     | Gardien de la paix stagiaire      |      |

### 装備

#### 火器
1966年に国家警察が設置された直後は、自治体警察および警察庁時代の装備が引き継がれており、拳銃としては.32ACP弾を使用するRr.51およびモーゼルHSc、短機関銃としてはMAS 38およびMAT 49が主用されていた。また保安機動隊（CRS）では準軍事的な任務も実施していたことから、MAS 36小銃のほか、ナチス・ドイツによるフランス占領下で生産されたワルサーP38拳銃やKar98k小銃も用いられており、ワルサーP38はのちにMAS 50に更新された。
1962年、シャルル・ド・ゴール大統領の元ボディーガードであったレイモン・サシアがアメリカ合衆国のFBIアカデミーへの留学から帰国したことで、フランス警察の拳銃術は一気に刷新されることになった。同年には早速、警察庁に射撃学校が創設、翌年にはパリ警視庁も続き、1968年にはこれらを統合・増強して国家警察射撃研究センター（Centre national de perfectionnement au tir de la police nationale）が設置された。当時のアメリカ連邦捜査局（FBI）の趨勢に忠実に、サシアはS&W M19を愛用しており、これにあわせて、制式拳銃を国産のダブルアクション・リボルバーに転換することが検討されるようになった。1971年より研究が開始され、1974年よりマニューリン MR 73の試験導入を開始、そして1975年、全ての小口径拳銃のMR 73への転換が決定された。
一方、1970年代には犯罪者の重武装化やテロリズムの脅威がクローズアップされるようになっており、従来の警察用火器の火力不足も問題になっていた。このことから、捜査介入部（BRI）や介入部隊（GIPN）のような強行犯捜査部門や特殊部隊ではPAMAS G1（ベレッタ 92G）のように9x19mmパラベラム弾を用いて装弾数が多い自動拳銃とSIG SG 543カービンが配備されたほか、CRSにはAMD 5.56（ルガー・ミニ14）、公共安全局の犯罪対策隊（BAC）にもベレッタ M12SD短機関銃やレミントンM870散弾銃が配備された。
2003年、国家警察を含め、内務省の法執行官の主力拳銃をSIG SAUER SP2022に統合する決定がなされた。内務省が購入したSP2022は実に25万丁に及んだ。小銃については、特殊部隊や警護部門ではH&K G36Cカービンが標準装備になったほか、一部ではH&K HK417やSIG SG551、FN SCARも用いられている。また2015年のパリ同時多発テロ事件を受けて、2016年には、CRSとBACにもG36自動小銃が配備されることになった。

## 刑事警察
司法警察（police judiciaire, PJ）は刑事警察部門にあたる。司法警察中央局（direction centrale de la Police judiciaire, DCPJ）が内部部局にあたり、地方支分部局としては、地域圏司法警察局（directions régionales de la police judiciaire, DRPJ）3個および広域地域圏司法警察局（directions interrégionales de la police judiciaire, DIPJ）9個を有する。合計職員数は5,300名。
司法警察中央局（DCPJ）には、下記のような内部部局がある。
- 組織・経済犯罪対策準局（SDLCODF）
  - 分析調整部（DAC）
  - 作戦兵站部（DLO）
  - 所轄捜査隊調整部（CNGIR）
  - 組織犯罪情報戦略分析部（SIRASCO）
  - 国家経済・税務調査部（DNIFF）
    - 経済犯罪捜査部（BRDFi）
    - 汚職対策部（BCLC）
    - 滞納対策部（BNRDF）

  - 通貨偽造取締中央部（OCRFM）
    - 模倣品・海賊版取締部（BCRCIA）

  - 薬物密売取締中央部（OCRTIS）
  - 人身売買取締中央部（OCRTEH）
  - 文化財産不正取引取締中央部（OCBC）
  - 大規模財務犯罪対策中央部（OCRGDF）
    - 共同体不正対策部（BCRFC）
    - 財務捜査介入部（BRIFN）
    - 犯罪情報識別プラットフォーム（PIAC）

  - 組織犯罪対策中央部（OCLCO）
    - 国家犯罪捜査介入部（BRIN）
    - 国家強盗・密輸対策部（BNRBT）
    - 国家逃亡犯捜査部（BNRF）

  - 強行犯捜査中央部（OCRVP）
  - 国家財務調査部（BNEE）
  - 部局間技術部（SIAT）
- テロリズム対策準局（SDAT）
- サイバー犯罪対策準局（SDLC）
- 科学警察研究準局（SDPTS）
- 戦力・戦略評価準局（SDRES）
- 賭博対策中央部（SCCJ）
- 国際協力部（DRI）

## 警邏・保安警察
警邏・保安活動については、公共安全中央局（Direction centrale de la Sécurité publique, DCSP）が内部部局にあたり、地方支分部局としては県公共安全局（Directions départementales de la Sécurité publique, DDSP）99個を有する。
DDSPの所在地は警察署（Hôtel de police）と称される。DDSPには下記のような部署が設けられている。
- 地域課（service de sécurité de proximité, SSP） - 犯罪対策隊（BAC）[注 11]などが設置されている
- 公秩序・交通課（service d'ordre public et de sécurité routière, SOPSR） - 白バイ隊や高速隊などが設置されている
- 保安課（sûreté départementale, SD） - 薬物対策班や未成年保護班などが設置されている

また人質救出作戦部隊として、介入部隊（GIPN）が設置されている。1972年にマルセイユで編成されたのを皮切りに、計10個隊が編成されたものの、2015年4月に国内の7個隊はRAIDに統合されて廃止され、海外の3個隊のみが存続することになった。また2009年以降、GIPNの作戦指揮は、上記の通り、国家警察介入総隊（FIPN）のもとでRAIDやパリ警視庁のBRI-BACと統合化されている。

## 公安警察
2014年までは公安警察部門もDGPNの指揮下におかれていた。まず1907年に総合情報中央局（Direction centrale des Renseignements généraux, DCRG）が創設され、1944年には国土監視局（Direction de la Surveillance du Territoire, DST）も設置された。2008年、両者は統合改編されて、国内情報中央局（Direction centrale du Renseignement intérieur, DCRI）が発足した。
その後、2012年のミディ＝ピレネー連続銃撃事件への対応不備が指摘されたことから、2014年5月12日、DGPNから独立し、これと同格の国内治安総局（DGSI）に増強改編された。